# Enterognathus inabai
Enterognathus inabai — вид щелепоногих ракоподібних ряду Cyclopoida. Вид поширений у Японському морі. Паразитує на морських ліліях роду Lamprometra , відомі на глибині 40-50 м. Описані лише самиці, максимальна довжина тіла сягає 5,2 мм. Самці невідомі. Вид названий на честь професора Акіхіко Ініба (університет Хіросіми), який вивчав фауну Японського моря.